# 키즈 플라자 오사카

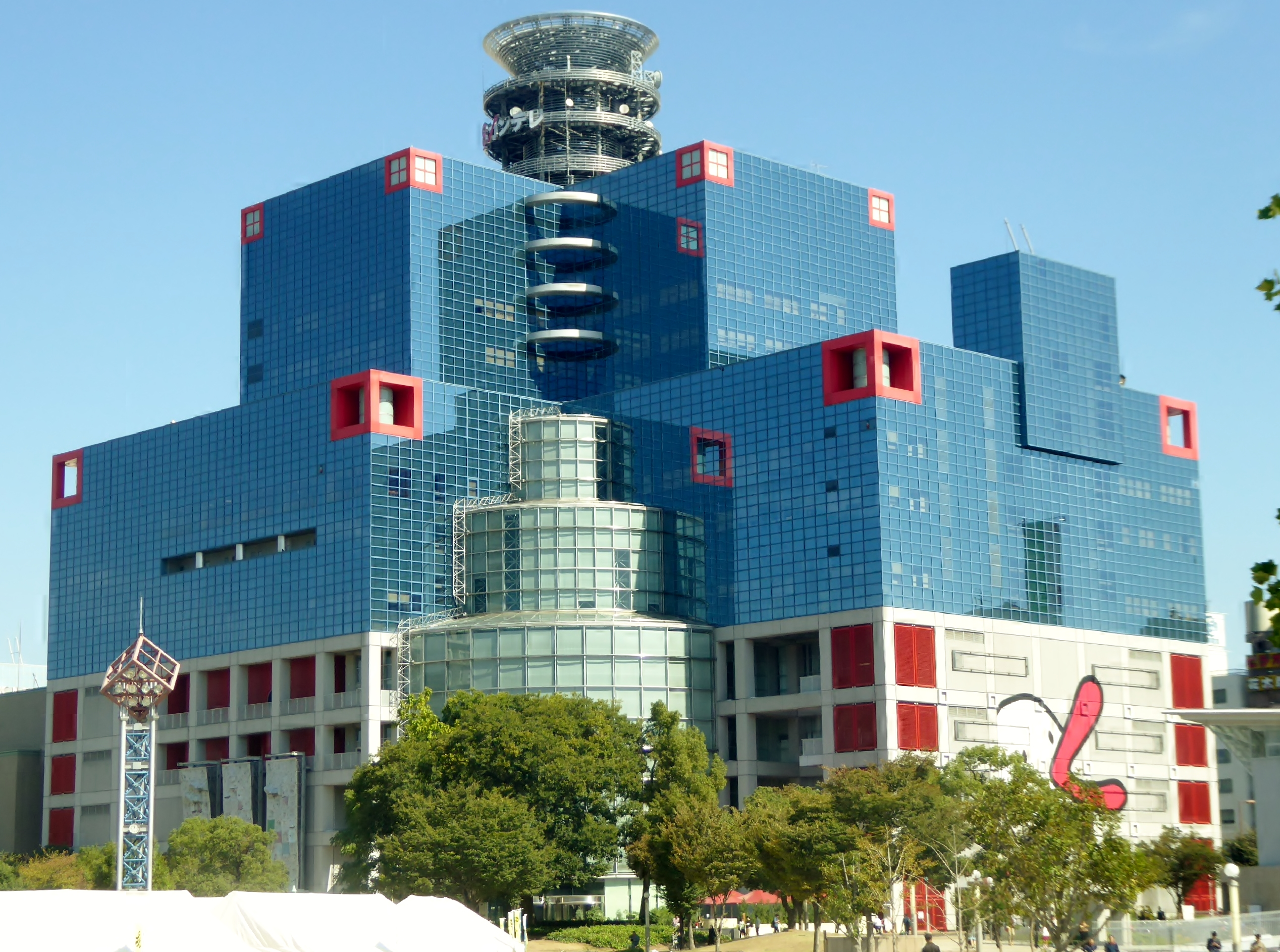
키즈 프라자 오사카

키즈 플라자 오사카(일본어: キッズプラザ大阪, 영어: Kids Plaza Osaka)는 오사카부 오사카시 기타구 오기정에 있는 아동 과학관이다. 1997년에 개관했다. 간사이 테레비 방송이 토지 · 건물을 소유하고 있다.